# Kadirli (district)
Kadirli is een Turks district in de provincie Osmaniye en telt 111.455 inwoners (2007). Het district heeft een oppervlakte van 1075,2 km². Hoofdplaats is Kadirli.
De bevolkingsontwikkeling van het district is weergegeven in onderstaande tabel.
| 1997    | 2000    | 2007    |
| ------- | ------- | ------- |
| 100.390 | 102.417 | 111.455 |